# Lowesville (Carolina del Norte)
Lowesville es un lugar designado por el censo ubicado en el condado de Lincoln en el estado estadounidense de Carolina del Norte. La localidad en el año 2000, tenía una población de 1.440 habitantes en una superficie de 17.6 km², con una densidad poblacional de 81.6 personas por km².

## Geografía
Lowesville se encuentra ubicado en las coordenadas 35°25′17″N 81°0′9″O / 35.42139, -81.00250. Según la Oficina del Censo, la localidad tiene un área total de 17,6 km² (6,8 mi²), de la cual 17,6 km² (6,8 mi²) es tierra y 0 km² (0 mi²) (0.0%) es agua.

### Localidades adyacentes
El siguiente diagrama muestra a las localidades en un radio de 16 kilómetros (9,9 mi) de Lowesville.

## Demografía
En el 2000 la renta per cápita promedia del hogar era de $51.333, y el ingreso promedio para una familia era de $53.000. El ingreso per cápita para la localidad era de $28.072. En 2000 los hombres tenían un ingreso per cápita de $36.316 contra $24.280 para las mujeres. Alrededor del 7.30% de la población estaba bajo el umbral de pobreza nacional.